# Млади господин Линколн
Млади господин Линколн је филмска драма о раном животу бившег председника САД Абрахама Линколна. Филм је режирао Џон Форд, а главну улогу игра Хенри Фонда.

## Спољашње вазе
- Млади господин Линколн на веб-сајту  (језик: енглески)